# Yulungshan-Rötelmaus
Die Yulungshan-Rötelmaus oder Yulungshan-Rotrücken-Wühlmaus (Eothenomys proditor) ist eine Nagetierart aus der Unterfamilie der Wühlmäuse (Arvicolinae). Sie kommt nur in der Grenzregion zwischen Yunnan und Sichuan im südlichen China vor.

## Merkmale
Die Yulungshan-Rötelmaus ist die kleinste Art der Gattung und erreicht eine Kopf-Rumpf-Länge von 10,5 bis 11,5 Zentimetern mit einem Schwanz von 2,6 bis 3,4 Zentimetern Länge. Die Hinterfußlänge beträgt 17 bis 20 Millimeter, die Ohrlänge 12 bis 13 Millimeter. Es handelt sich um eine relativ große Art im Eothenomys-chinensis-Artenkomplex und sie ähnelt morphologisch der kleineren Schwarzohr-Rötelmaus (Eothenomys olitor). Das Rückenfell ist dunkelbraun und im Rumpfbereich rötlich-braun und geht über die Flanken in das schiefergraue Bauchfell über. Der Schwanz ist oberseits dunkelbraun, unterseits blasser braun. Ein wichtiges Unterscheidungsmerkmal zu anderen Arten der Gattung ist die Ausprägung der Schmelzfalten am Molar M2, der nur zwei Falten der Zungenseite des Zahnes besitzt. Das Genom besteht aus einem diploiden Chromosomensatz aus 2n=32 Chromosomen.

## Verbreitung
Die Yulungshan-Rötelmaus kommt nur in der Grenzregion zwischen Yunnan und Sichuan im südlichen China vor.

## Lebensweise
Über die Lebensweise der Art liegen fast keine Angaben vor. Die Yulungshan-Rötelmaus lebt in Bergregionen in Höhen von 2500 bis 4200 Metern im Bereich von Bergwiesen und Felshabitaten. Die Fortpflanzungszeit reicht vom Frühjahr bis in den Herbst.

## Systematik
Die Yulungshan-Rötelmaus wird als eigenständige Art innerhalb der Gattung Eothenomys eingeordnet, die aus acht Arten besteht. Die wissenschaftliche Erstbeschreibung stammt von dem britischen Zoologen Martin Alister Campbell Hinton, der die Art 1923 anhand von Individuen aus dem Gebiet um Lijiang in Yunnan beschrieb. Die Art wurde der Gattung oder Untergattung Anteliomys oder der Untergattung Caryomys zugeordnet, ist heute jedoch im Eothenomys-chinensis-Artenkomplex innerhalb der Gattung Eothenomys eingeordnet.

## Status, Bedrohung und Schutz
Die Yulungshan-Rötelmaus wird von der International Union for Conservation of Nature and Natural Resources (IUCN) als nicht gefährdet (Least concern) eingeordnet. Begründet wird dies mit dem verhältnismäßig großen Verbreitungsgebiet von mehr als 20.000 km² und den angenommenen großen Beständen der Art, die auch in geschützten Gebieten vorkommt. Potenzielle Gefährdungsrisiken für die Art sind nicht bekannt.

## Belege
1. 1 2 3  Darrin Lunde, Andrew T. Smith: Yulong Chinese Vole. In: Andrew T. Smith, Yan Xie: A Guide to the Mammals of China. Princeton University Press, Princeton NJ 2008, ISBN 978-0-691-09984-2, S. 225.
2. 1 2 3  Eothenomys proditor. In: Don E. Wilson, DeeAnn M. Reeder (Hrsg.): Mammal Species of the World. A taxonomic and geographic Reference. 2 Bände. 3. Auflage. Johns Hopkins University Press, Baltimore MD 2005, ISBN 0-8018-8221-4.
3. 1 2 3 4  Eothenomys proditor in der Roten Liste gefährdeter Arten der IUCN 2016.2. Eingestellt von: A.T. Smith, C.H. Johnston, 2008. Abgerufen am 22. Oktober 2016.